# Università della Northumbria
L'Università della Northumbria, (in inglese: Northumbria University) ufficialmente Università della Northumbria a Newcastle (in inglese: University of Northumbria at Newcastle) , è un'università situata a Newcastle upon Tyne, nel nord-est dell'Inghilterra. È stata fondata come nuova università nel 1992. È membro della University Alliance e la seconda università di Newcastle.

## Storia
L'Università della Northumbria ha le sue origini in tre università regionali: la Rutherford University of Technology, fondata da John Hunter Rutherford nel 1880 e inaugurata dal Duca di York nel 1894, la University of Art & Industrial Design e la Municipal University of Commerce.

## Politecnico di Newcastle
Nel 1969, queste tre istituzioni formarono il Politecnico di Newcastle. Il Politecnico divenne un importante centro regionale per la formazione degli insegnanti con l'incorporazione del City College of Education nel 1974 e del Northern Counties College of Education nel 1976.

## Università
Nel 1992, il Politecnico di Newcastle è stato convertito in un'università durante il processo di creazione di nuove università nel Regno Unito. Nel 1995 gli è stata trasferita la responsabilità dell'educazione sanitaria dal National Health Service.